# Paul Quinichette
Paul Quinichette (* 17. Mai 1916 in Denver; † 25. Mai 1983 in New York City) war ein US-amerikanischer Jazz-Tenor-Saxophonist, der vor allem für seine Zeit bei Count Basie als stark durch Lester Young beeinflusster Spieler bekannt war.

## Biografie
Quinichette studierte zunächst Altsaxophon und Klarinette am Tennessee State College und wechselte danach zum Tenorsaxophon. Er spielte in lokalen Rhythm-and-Blues-Bands, tourte mit dem Trompeter Lloyd Hunter und mit Nat Towles und spielte Ende der 1930er Jahre mit Shorty Sherock. Anfang der 1940er Jahre spielte er mit Ernie Fields und ging 1942 bis 1944 mit der Band von Jay McShann auf Tournee. Er spielte mit Benny Carter und Sid Catlett, war 1945 bis 1947 bei Johnny Otis in Kalifornien und zog Ende der 1940er Jahre nach New York. Er spielte dort mit Louis Jordan, Lucky Millinder, Milt Buckner, Eddie Wilcox, Hot Lips Page, J. C. Heard (1948/9) und Henry Red Allen (1951) und hatte seinen Höhepunkt 1951 bis 1953 bei Count Basie, wo er angeheuert wurde, um wie Lester Young zu spielen. Das tat er so gut, dass er den Spitznamen Vice President oder Vize Prez nach dem Spitznamen Prez von Lester Young (Young selbst nannte ihn freundlich spöttelnd Lady Q) bekam. Nach seiner Zeit bei Basie machte er einige Aufnahmen bei Emarcy (u. a. The Vice Prez mit Basie und Kenny Drew) und hatte eigene Gruppen, spielte bei Benny Goodman (1955) und Nat Pierce (1955), begleitete Billie Holiday, Sarah Vaughan (Sarah Vaughan, Emarcy 1954) und Dinah Washington (New Blowtop Blues 1952), nahm mit Woody Herman und mit John Coltrane auf (Cattin with Quinichette and Coltrane 1957, und in The Big Sound von Gene Ammons) und veröffentlichte noch einige weitere Alben bei Prestige wie For Basie 1958 (mit Nat Pierce am Klavier). Ende der 1950er Jahre zog er sich ganz vom Jazz zurück, arbeitete in New York als Elektroinstallateur und trat erst ab 1973 wieder auf und machte auch ab 1977 noch einige Aufnahmen, bevor seine Gesundheit ihn zwang sich zur Ruhe zu setzen. Nach Eddie Lambert (New Grove Dictionary) zeigte sein Stil ein unter den Nachfolgern von Lester Young einzigartiges Gefühl für Swing.

## Diskografie (Auswahl)
- The Vice Prez, Emarcy 1954
- Prez meets Vice Prez, Emarcy 1954 (mit Lester Young)
- Borderline, Vanguard 1954 mit (Mel Powell und Bobby Donaldson)
- The Kid From Denver - Dawn 1956 (mit Thad Jones, Joe Newman, Henry Coker, Bill Graham, Nat Pierce, Freddie Green, Eddie Jones, Sonny Payne)
- On the sunny side, Prestige 1957
- Cattin´ with Coltrane and Quinichette, Prestige 1957 (mit John Coltrane, Ed Thigpen, Mal Waldron, Julian Euell), OJC
- For Basie, Prestige 1958 (mit Shad Collins, Nat Pierce, Freddie Green, Walter Page, Jo Jones)